# 尤蒂卡 (密歇根州)
尤蒂卡（英語：Utica）是一個位於美國密歇根州馬科姆縣的城市。

## 人口
根據2020年美國人口普查的數據，尤蒂卡的面積為4.60平方千米，當中陸地面積為4.56平方千米，而水域面積為0.04平方千米。當地共有人口5245人，而人口密度為每平方千米1,140人。